# Monumento naturale regionale del Masso di arenaria rossa del Permico
Il monumento naturale regionale del Masso di Arenaria Rossa del Permico si trova nel territorio comunale di Bagolino in provincia di Brescia.
È un bosco di ontani di limitata estensione nel quale è presente una garzaia.